# Umeå
Umeå (švedski izgovor: [ˈʉːmɛo] ( poslušaj); zapadnobotnički Ume, umejskolap. Ubmeje, fin. Uumaja, sjevernolap. Ubmi), sveučilišni grad u sjevernoj Švedskoj. Sjedište je Općine Umeå i glavni grad Vesterbotenskog lena. Grad je smješten na rijeci Umeu.
Umeå je najveći grad u Norrlandu i dvanaesti grad po veličini u Švedskoj, sa 79.594 stanovnika 2010. godine. Općina je imala 117.294 stanovnika 2013. Nakon osnutka sveučilišta 1965. godine razvitak grada je ubrzan i broj se domaćinstava u posljednjih 30 godina udvostručio. Od 2011. godine svake je godine izgrađeno novih 700 do 800 stanova.
Umeå je centar edukacije, tehničkog i medicinskog istraživanja u Švedskoj, a njegova dva sveučilišta broje 39.000 studenata. Grad je izabran za europsku prijestolnicu kulture 2014. godine.

## Stanovništvo
Po podacima o broju stanovnika iz 2010. godine u gradu živi 79.594 stanovnika.

## Gradovi prijatelji
- Norveška, Harstad
- Njemačka, Würzburg
- Kanada, Saskatoon
- Finska, Vaasa
- Danska, Helsingør
- Rusija, Petrozavodsk

## Vanjske poveznice
- službeno mrežno mjesto grada

### Ostali projekti
|  | Zajednički poslužitelj ima stranicu o temi Umeå    |
|  | Zajednički poslužitelj ima još gradiva o temi Umeå |